# Ой я свого чоловіка…
«Ой я свого чоловіка…» — вірш Тараса Шевченка, написаний ним на засланні 1848 року, на Косаралі. 

## Написання
Зберігся чистовий автограф вірша у «Малій книжці». Автограф не датовано. Вірш датується за місцем автографа у «Малій книжці» серед творів 1848 роком та часом зимівлі Аральської описової експедиції в 1848—1849 роках на Косаралі, орієнтовно: кінець вересня — грудень 1848 року, Косарал.
Автограф, з якого вірш переписано до «Малої книжки», не відомий. До «Малої книжки» Шевченко заніс твір під № 30 у сьомому зшитку за 1848 рік орієнтовно наприкінці 1849-го — на початку 1850 року (до арешту 23 квітня). При цьому він зробив виправлення в рядку 21. Згодом, очевидно, в Новопетровському укріпленні, повернувшись до тексту, Шевченко чорнилом додав розділові знаки в рядках 16 і 17. До «Більшої книжки» вірш не перенесено.

## Публікація
Першодрук вірша у виданні: «Кобзарь Тараса Шевченка / Коштом Д. Е. Кожанчикова» 1867 року (СПб., стор. 532—533). Публікацію зроблено за «Малою книжкою» з відступами у графічній подачі тексту вірша. Того ж року твір з «Кобзаря» 1867 року передруковано у виданні: «Поезії Тараса Шевченка» 1867 року (Львів, том 2, стор. 244—245).

## Мотиви
Два центральні моменти в змісті вірша — мотиви моральної нестатечності жінки, чоловік якої від'їздить, та повернення чоловіка з Дону і розмова його з дітьми мають аналог у народних піснях «Як поїхав мій миленький далеко у степ…» та «Як приїхав мій миленький та з Дону додому…». Варіант мотиву розмови чоловіка з дітьми зафіксовано в Шевченковому записі пісні-контамінації «Ой піду я не берегом-лугом…» в альбомі 1846—1850 років.